# Рокамандолфи
Рокамандо̀лфи (на италиански: Roccamandolfi) е село и община в Централна Италия, провинция Изерния, регион Молизе. Разположено е на 850 m надморска височина. Населението на общината е 1003 души (към 2010 г.).